# لوسيور كريسطال
لوسيور كريسطال, شركة تعد من أكبر شركات الصناعات الغذائية في المغرب. مدرجة منذ سنة 1972 في بورصة الدار البيضاء. تملك مجموعة أونا 56% من رأس مال الشركة.